# فرودگاه بین‌المللی ابا تنا دجازماچ ییلما
فرودگاه بین‌المللی ابا تنا دجازماچ ییلما (به انگلیسی: Aba Tenna Dejazmach Yilma International Airport) (به زبان بومی: አባ ተና ደጃዝማጭ ዪልማ ዓለም አቀፍ የአየር መረፊያ) یک فرودگاه نظامی و غیرنظامی با کد یاتا DIR است که یک باند فرود سنگفرش دارد و طول باند آن ۲۶۷۹ متر است. این فرودگاه در شهر دیرداوه کشور اتیوپی قرار دارد و در ارتفاع ۱۱۶۷ متری از سطح دریا واقع شده‌است.